# أبو ربيعة بن المغيرة
أبو ربيعة عمرو بن المغيرة بن عبد الله بن عُمَر المخزومي القرشي الكناني من فرسان وسادات قريش في الجاهلية، ومن كبار أهل مكة كان يُلقب بذي الرمحين لأنه كان يقاتل في حرب الفجار برمحين، وهو والد الصحابيان عياش بن أبي ربيعة، وعبد الله بن أبي ربيعة. وكان كريماً جوادً يُقَال له زاد الراكب لأنه كان يتكفل بطعام كل من يسافر معه ولا يجعل أحد منهم ينفق شيئاً.

## نسبه
- هو عمرو بن المغيرة بن عبد الله بن عُمَر بن مخزوم بن يقظة بن مرة بن كعب بن لؤي بن غالب  بن فهر بن مالك بن قريش بن كنانة بن خزيمة بن مدركة بن إلياس بن مُضَر المخزومي القرشي الكناني يُكَنى بأبي ربيعة وغلبت كُنَيته على اسمه فعرف بها.[3]
- أمه هي ريطة بنت سعيد بن سهم بن عمرو بن هصيص بن كعب بن لؤي بن غالب القرشية.[4]

## زوجته وأولاده
تزوج أبو ربيعة بن المغيرة من أسماء بنت مخربة بن جرول النهشلية التميمية وولدت له:
- عياش بن أبي ربيعة كان من السابقين الأولين وهاجر إلى الحبشة والمدينة وتوفي في خلافة عمر بن الخطاب.[6]
- عبد الله بن أبي ربيعة كان اسمه بحير فسماه رسول الله ﷺ عبد الله، وكان من أشراف قريش في الجاهلية، وأسلم بعد فتح مكة ثم ولي اليمن في عهد عمر بن الخطاب.[7]